# Geissanthus boliviana
Geissanthus boliviana är en viveväxtart som beskrevs av Britton. Geissanthus boliviana ingår i släktet Geissanthus och familjen viveväxter. Inga underarter finns listade i Catalogue of Life.